# 拉多韋
51°44′51″N 25°42′24″E / 51.74750°N 25.70667°E
拉多韋（烏克蘭語：Радове），是烏克蘭西北部的村莊，隸屬里夫內州的瓦拉什區。該村始建於1561年，面積21.7平方公里，海拔高度148米，2001年人口654，人口密度每平方公里30.1人。